# عبد الإله النصار
عبد الإله النصار لاعب سعودي من مواليد 1992 .
لعب سابقاً في نادي النصر .

## بداياته
تدرج في درجتي الناشئين والشباب والأولمبي في نادي النصر.وكان صانع ألعاب مميز

## مع الفريق الأول
لعب بعض المباريات مع الفريق الأول موسم 2012 أبان إشراف المدرب ماتورانا، وعاد إلى الفريق الأولمبي موسم 2013 .
وقع عقداً احترافياً مع النصر عام 2012 لخمسة مواسم قادمة..

## تنقلاته
لعب في أندية النصر و العروبة و الشعلة و البكيرية و الوشم.

## مع المنتخب السعودي
مثل المنتخب السعودي للشباب في كأس العالم في كولومبيا عام 2011 ، ويمثل حالياً المنتخب السعودي الأولمبي.